# Schaumglas
Schaumglas ist ein Wärmedämmstoff aus aufgeschäumtem Glas für den Hoch- und Tiefbau und für betriebstechnische Anlagen. Aus ihm werden maßhaltige Platten, Rohrschalen, Segmente und andere Teile gefertigt. Eingesetzt wird Schaumglas auch bei extremen Bedingungen – z. B. bei der Dämmung von Gebäuden gegen Erdreich in drückendem Wasser. Für den Einbau im Boden ist neben Plattenmaterial auch der Einsatz von Glasschaum-Schotter möglich. Ähnlich hergestellt und verwendet wird Blähglas, das durch gezielte Formgebung ein breiteres Anwendungsspektrum ermöglicht.

## Herstellung
Die Fertigung von Schaumglas erfolgt, indem das Glas geschmolzen und aufgeschäumt wird.
Als Rohstoff für Schaumglas wird zu 66 % bis 98 % Altglas verwendet. Dadurch entfällt ein großer Teil der energieaufwändigen Vorstufe der Glasherstellung aus Quarzsand. Als weitere Rohstoffe werden Feldspat, Dolomit, Eisenoxide, Mangandioxid und Natriumkarbonat eingesetzt.
Nach der Glasschmelze wird das erkaltete Glas in Kugelmühlen zermahlen, mit einer kleinen Menge Kohlenstoff versetzt und in Formen aus Edelstahl gegeben. Diese durchlaufen anschließend einen Aufschäumofen; dabei entsteht im Produkt eine hermetisch geschlossene Zellstruktur aus dünnen Glaswänden, die beim Abkühlen im Streckofen erhalten bleibt. Nach dem Abkühlen verbleibt im Zellinneren ein dauerhafter Unterdruck von ca. 0,5 bar, wodurch die Wärmeleitfähigkeit zusätzlich herabgesetzt ist.
Bei einem energetisch günstigeren Verfahren wird in einem Tunnelofen das Gemisch aus Glasmehl und Schäumadditiv ohne Formenguss zu einem Endlosband geschäumt. Durch starke Abkühlung bricht das Band am Ende des Prozesses zu Schaumglas-Schotter. Es treten Korngrößen von beispielsweise 10 bis 60 mm auf.

## Eigenschaften
Schaumglas ist wärmedämmend, wasserdicht, druckfest (jedoch nicht für hohe Punktlasten geeignet), dampfdicht, maßbeständig, nicht brennbar, säurebeständig, schädlingssicher und leicht zu bearbeiten. Intaktes Schaumglas nimmt praktisch kein Wasser auf.
Schaumglas selbst ist wegen der offenen und harten Porenoberfläche nicht frostsicher und frostwechselbeständig, da eindringendes Wasser beim Frieren durch Volumenzunahme die Poren des Schaumglases nach und nach sprengt. Dies führt zu (anfangs) nicht sichtbaren Mikrorissen, die sich durch die Kapillarwirkung immer weiter ausbreiten, das Material durchsetzen und eine Wasseraufnahme ermöglichen. Dadurch nimmt auch die Dämmwirkung deutlich ab.
Auch ist die Oberfläche mechanisch empfindlich, weshalb diese durch Anstriche aus Asphalt oder durch andere Überzüge geschützt werden muss. In Form von Schaumglasschotter, der durch Verbacken bei Temperaturen bis zu 1000 °C hergestellt wird, ist es weitgehend resistent gegen Umwelteinflüsse und wegen nahezu keiner Wasseraufnahme auch frostsicher.
Recycling ist prinzipiell möglich, indem das Schaumglas wieder eingeschmolzen wird. Das Produkt ist als Bauschutt deponiefähig; mit Bitumen verklebtes Material kann granuliert auch für den Straßenbau verwendet werden.
Die Schaumglaszellen enthalten nach der Herstellung Kohlenstoffdioxid und Schwefelwasserstoff (aus dem Schwefelgehalt des als Blähmittel verwendeten Kohlemehls resultierend). Wird Schaumglas bearbeitet, können geringe Mengen Schwefelwasserstoff austreten.(Schwefelwasserstoff kann in geringster Dosis erschnuppert werden, weil er einen sehr niedrigen Geruchsschwellenwert von 0,5 bis 2 Mikrogramm pro Kubikmeter (µg/m³) aufweist).

## Verwendung
Anwendungsgebiete im Hochbau sind:
- Flachdächer/Steildächer
- Begrünte Dächer
- Parkdecks/Terrassen
- Perimeterdämmung Erdreichaußenwand/Boden/lastabtragende Gründungsplatten
- Wände/Fassaden
- Innendämmungen
- Dämmung von Wärmebrücken

Anwendungsgebiete bei betriebstechnischen Anlagen sind:
- Rohrleitungen
- Tanks und Behälter aus Stahl
- Behälter aus Beton
- Frischluft-Ansaugschächte
- Luftansaugschächte aus Beton/Stahl
- Industrieschornsteine
- Kühlhäuser

## Normen
- EN 13167 Wärmedämmstoffe für Gebäude – Werkmäßig hergestellte Produkte aus Schaumglas (CG) – Spezifikation.